# Carinodrillia buccooensis
Carinodrillia buccooensis é uma espécie de gastrópode do gênero Carinodrillia, pertencente a família Pseudomelatomidae.